# Asellus Borealis
Asellus Borealis (v překladu Severní oslík), též γ Cancri je hvězda v souhvězdí Raka. Nachází se v blízkosti ekliptiky a tak může být zakryta Měsícem a vzácněji i planetou. Společně s hvězdou Asellus Australis patří mezi dva „oslíky“, což jsou hvězdy, mezi kterými se nachází Hvězdokupa Jesličky.